# Kartsport

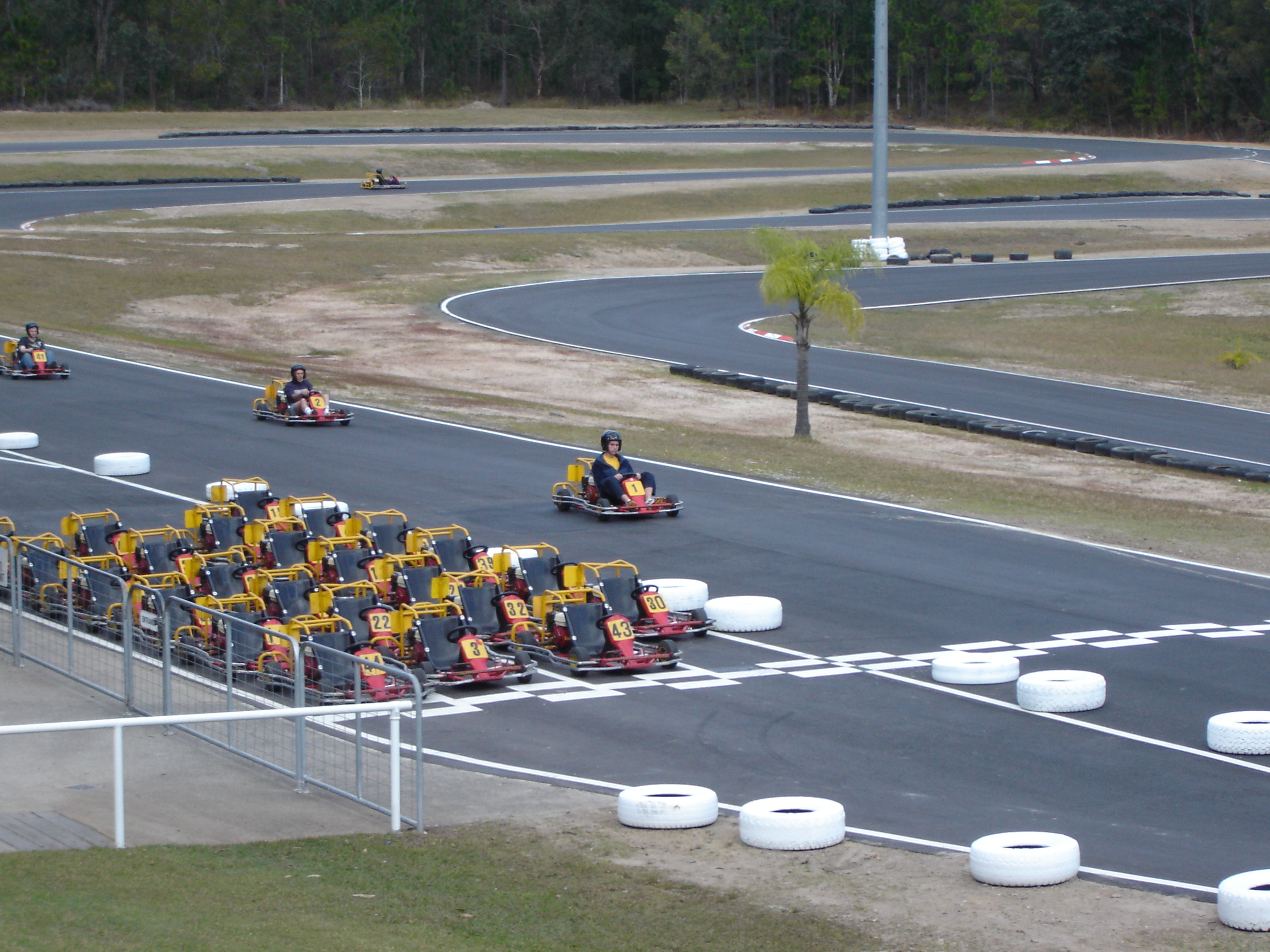
Outdoor-Kartbahn

Der Kartsport (auch Karting genannt) ist der Teil des Motorsports, bei dem die Rennfahrer mit kleinen, motorisierten Fahrzeugen namens Karts auf speziellen dafür gebauten Kartbahnen Wettbewerbe austragen. Daneben gibt es noch die Hobbyvariante, bei denen jedermann auf Pisten, die oft in der Halle, aber auch draußen zu finden sind, zum Zeitvertreib ein Leihkart fahren kann. Diese haben etwa 6–10 PS und erreichen eine Geschwindigkeit von ungefähr 80 km/h, wenn es die Strecke ermöglicht (z. B. durch eine lange Gerade o. Ä.)
Durch ihre einfache und leichte Bauweise sind Karts sehr schnell und agil. Sie können Geschwindigkeiten von über 150 km/h erreichen. Durch den niedrigen Schwerpunkt nur wenige Zentimeter über der Fahrbahn werden im Kartsport hohe Kurvengeschwindigkeiten erzielt, was zu einer starken körperlichen Beanspruchung führt (bis zu 4g). Kartsport wird auch von Kindern und Jugendlichen betrieben.

## Geschichte

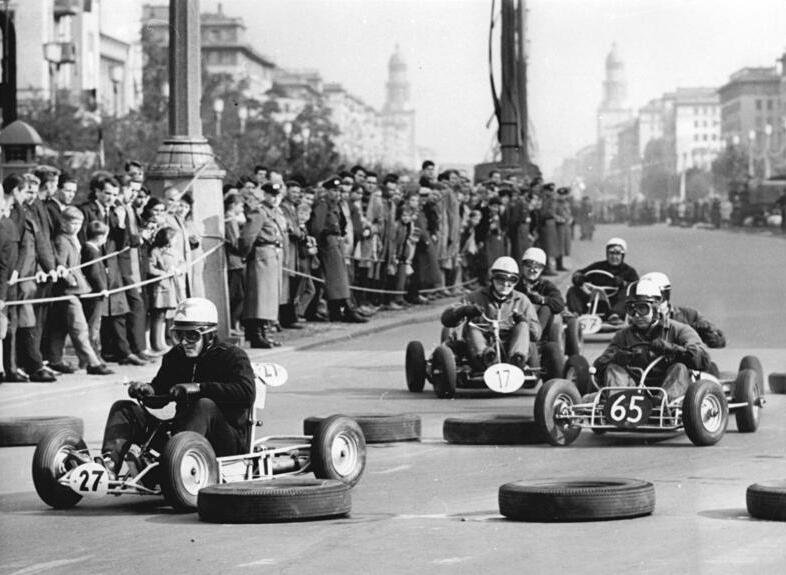
K-Wagen Rennen in der DDR (1963)

Das erste Kart wurde im August 1956 in Kalifornien vom US-amerikanischen Ingenieur Art Ingels und Lou Borelli gebaut und war mit einem Rasenmähermotor ausgerüstet, der über eine Fahrradkette ein Hinterrad antrieb. Ingels, der zuvor beim Automobilhersteller Kurtis Kraft Rennwagen baute, stieß mit seiner Erfindung auf großes Interesse. Schnell fanden sich Nachahmer des simplen Konzepts und auf Parkplätzen wurden erste Rennen ausgetragen. Bereits 1959 wurden Karts auf der Pariser Automobilausstellung gezeigt und fanden so ihren Weg nach Europa.
Im Februar 1960 gründete der Wiesbadener Automobilclub den Go-Kart-Club Deutschland (GKCD), der dem Automobilclub von Deutschland kooperativ angeschlossen wurde.
Das erste Go-Kart-Rennen in der damaligen BRD fand im April 1960 in Wiesbaden und das erste Rennen in der DDR, mit den dort K-Wagen genannten Karts, im November 1961 im Rahmen der 4. Zentralen Messe der Meister von Morgen auf dem Messegelände der Leipziger Messe statt.

## Wettbewerbe
Man unterscheidet je nach Länge und Dauer des Rennens zwischen Sprint- und Langstreckenserien. Sprintrennen werden von Einzelfahrern absolviert, während Langstrecken von Teams zurückgelegt werden. Daneben gibt es die Disziplin des Kartslaloms.

### Sprintrennen
Beim Sprintrennen wird eine bestimmte Anzahl von Runden gefahren. Die in Deutschland am höchsten bewertete Serie ist die Deutsche Kart Meisterschaft. Ferner gibt es auch eine Europa- und Weltmeisterschaft die vom Kart-Weltverband CIK veranstaltet wird.

### Langstreckenrennen
Beim Langstreckenrennen fahren die teilnehmenden Teams für eine vorher festgelegte Zeit zwischen 3 und 24 Stunden. Gewonnen hat am Ende das Team, das in der Zeit die meisten Runden zurückgelegt hat. Obligatorisch sind während des Rennens Fahrerwechsel. Außerdem muss das Kart regelmäßig nachgetankt werden. Die bekannteste Langstreckenserie im deutschen Kartsport ist die German Team Championship (GTC), die in zwei verschiedenen Divisionen ausgetragen wird.
Seit 2008 wurde mit der „AvD Kart Challenge“ eine weitere Langstreckenserie ins Leben gerufen, die inzwischen ebenso bekannt ist. In dieser Klasse wird jedoch mit Rundumschutz gefahren. Fahrzeuge sind in dieser Rennserie die Sodi RX 250 Karts (1 Zyl. 4T, 250 cm³, 22 PS), die vom Veranstalter X-Kart aus Altendiez gestellt werden. An sechs Renntagen werden jeweils zwei Rennen von drei Stunden Dauer ausgetragen. Seit 2010 ist die „Schwesternserie“ am Start, die AvD Kart Trophy 2010. Diese ist absolut identisch mit der AvD Kart Challenge, wird jedoch einen Tag später, am Sonntag, ausgetragen. Die beiden Serien wurden Ende 2010 wieder eingestellt.

### Kartslalom
Eine weitere, weit weniger verbreitete Disziplin des Kartsports ist der Kartslalom. Dabei befahren die Teilnehmer nacheinander einen durch Pylonen abgesteckten Parcours. Für jedes Umfahren oder aus der Markierung schieben einer Pylone bekommt der Fahrer Strafsekunden. Gewonnen hat am Ende der Zeitschnellste. Hierbei wird jedoch mit schwach motorisierten Viertakt-Karts und härteren Reifen gefahren.

### Fahren auf öffentlichen Straßen
Eine Variante ist das Fahren auf öffentlichen Straßen mit sogenannten Straßenkarts. Es gibt in Deutschland einige Verleihstationen von Straßenkarts.

## Verbände  und Clubs
Der oberste deutsche Verband im Bereich Kartsport ist der Deutsche Motor Sport Bund e. V. (DMSB), der auch die Deutsche Kartmeisterschaft veranstaltet. Er ist sowohl Mitglied des Deutschen Olympischen Sportbundes (DOSB) als auch Mitglied des Welt-Automobilsport-Verbands Fédération Internationale de l’Automobile (FIA), der über die Commission Internationale de Karting bis FIA (CIK-FIA) die Kart-Weltmeisterschaft ausrichtet.
Der Kartsport ist in Deutschland in Clubs organisiert, einer der größten ist der Kartclub Kerpen-Manheim. Aus diesem Club stammen Fahrer wie Michael Schumacher und Sebastian Vettel. Es existieren auch Indoorkart-Clubs, die auf Kartbahnen in Hallen ihre Clubmeisterschaften veranstalten. Die Jugendförderung wird in den Clubs als wichtigste Maßnahme angesehen.

## Meisterschaften

### Internationale Meisterschaften
Die CIK trägt zusammen mit der FIA Europa- und Weltmeisterschaften in den Bereichen OK, OK-Junior und KZ aus. Im Bereich der Rotax-Motoren ist ein Weltmeisterschaft-ähnliches Konzept die jährlich stattfindenden Rotax Grand Finals.
In der KZ-Klasse wird genau wie in der KZ2 mit Getriebemotoren gefahren. Die KZ-Klasse unterscheidet sich von der KZ2-Klasse im Wesentlichen nur dadurch, dass in der KZ-Klasse nur mit einer speziell von der CIK/FIA ausgestellten Super-Lizenz gefahren werden darf und die Reglements mehr Spielraum zum nachbearbeiten der Rennmotoren bieten. Unter anderem wird in der KZ mit weicheren Reifen gefahren.
Ein Höhepunkt des Kartsports fand mit dem Monaco Kart Cup am Hafen von Monaco statt, der zuletzt 2010 ausgetragen wurde. Die Rennstrecke führte um das Schwimmbad des Fürsten Rainier III. herum, an dem berühmten Restaurant Rascasse vorbei und durch die Boxengasse der Formel 1 wieder zurück auf den Hafenteil. Die Strecke maß eine Länge von 1078 m und war 2005 erstmals seit 2002 wieder Austragungsort eines Monaco Kart Cup. Dort wurden nicht wie üblich CIK-Prädikate in den Klassen der ICA Junioren (heute KF3) und der Formel A (heute KF1) ausgetragen, sondern erstmals ein sogenannter 4-Stroke Contest. In diesem wurde mit 250-cm³-4-Takt-Motoren von drei verschiedenen Herstellern gefahren, die da waren: Biland Kart-Power, Oral Engineering und Suter Racing Technology mit ihrem „Vampire“-Motor.

### Nationale Meisterschaften

#### Deutschland
Der ADAC, der AvD und der DMV sind die drei Trägervereine des DMSB und ebenfalls Veranstalter von Kartrennen. * Deutsche Kart Meisterschaft (DKM) (International)
- Deutsche Junioren Kart Meisterschaft (DJKM) (International)
- Deutsche Schalt-Kart Meisterschaft (DSKM) (International)
- Deutscher Schalt-Kart Cup (DSKC) (International)
- ADAC Kart Masters (Bundesweite Kartserie) (National)
- ADAC Kart Meisterschaft (4 Regionalserien: WAKC, SAKC, OAKC & NAKC + Bundesendlauf)
- DMV Kart Meisterschaft (DMV) (National)
- DMV ROTAX MAX Challenge
- AvD Pro 2000 Rennkart Trophy
- ADAC VT 250 Kart Meisterschaft
- German Team Championship (GTC) Langstreckenrennen 9–24 Stunden.
- ADAC Kartslalom (Einzelveranstaltungen + Bundesendlauf)
- DMV bis Motorsportjugend Kartslalom-Meisterschaft (bundesweit 36 Vorläufe + 3 Endläufe)
- Euro Kart Cup (Kooperation mit Elbracht Motorsport/Formel Renault)
- Formel 10 (größte private Kartserie Ostdeutschlands)
- Gentlemen Kart Challenge (GKC100) (National) lässt in Sprintrennen die alten 100ccm-Motoren wieder aufleben
- Klassik Kart Club Deutschland (KKCD) (national) – Bei den Veranstaltungen des wird mit Material aus den 60ern, 70ern, 80ern und Anfang der 90er Jahre überwiegend als Gleichmäßigkeitsprüfung gefahren.

#### Österreich
- Österreichische Kart-Meisterschaft
- Steirische Kart-Meisterschaft
- Niederösterreichische Landesmeisterschaft

## Kartklassen
Vorbemerkung: Bei Rennveranstaltungen/Rennserien, die sich auf das CIK-FIA-Statut in ihrem Reglement beziehen, gilt beim Alter des Fahrers die Jahrgangsregelung, d. h. das Alter muss nicht bereits erreicht sein, sondern es reicht, wenn es im gleichen Kalenderjahr erreicht wird.
- Bambini Gazelle, 2014 durch Bambini light ersetzt
- Bambini light, 8 bis 13 Jahre, gleicher IAME Waterswift-Motor wie Bambini, jedoch durch anderen Restriktor am Vergaser auf ca. 6,0 kW leistungsreduziert
- Bambini (bis 2014 Bambini Waterswift), 10 bis 13 Jahre, 60 cm³, 7,0 kW

- OK-Junior, 12 bis 16 Jahre, 125 cm³, ca. 20 kW, 14.000/min
- OK, ab 14 Jahren, 125 cm³, ca. 28 kW 15.000/min

- KZ2, ab 15 Jahren, 125 cm³, 6-Gang sequentiell, ca. 33 kW, ca. 15.000/min
- KZ, ab 15 Jahren, 125 cm³, 6-Gang sequentiell, ca. 33 kW, ca. 15.000/min

Z = Internationales Zeichen für Getriebe
- VT 250 Junioren, 13 bis 16 Jahre, 250 cm³, ca. 18 kW

- 4-Takt/VT 250, ab 15 Jahren, 250 cm³, ca. 25 kW

- IAME X30 Junior, 12 bis 16 Jahre, 125 cm³, ca. 18 kW
- IAME X30 Senior, ab 15 Jahren, 125 cm³, ca. 22 kW

- Rotax MicroMax, 8 bis 12 Jahre, 125 cm³, ca. 5 kW
- Rotax MiniMax, 10 bis 14 Jahre, 125 cm³, ca. 10 kW
- Rotax Max Junioren, 13 bis 16 Jahre, 125 cm³, ca. 15 kW
- Rotax Max Senior, ab 15 Jahren 125 cm³, ca. 21 kW
- Rotax Max / DD2, ab 15 Jahren, 125 cm³, ca. 24 kW

- Vortex Rok, ab 15 Jahren, 125 cm³, ca. 21 kW
- Vortex Super Rok, ab 15 Jahren, 125 cm³, ca. 24 kW

- World Formula, ab 10 Jahren, ca. 11 kW